# Bulbophyllum horridulum
Bulbophyllum horridulum é uma espécie de orquídea (família Orchidaceae) pertencente ao gênero Bulbophyllum. Foi descrita por Jaap J. Vermeulen em 1986.